# Oued Messaoud
Der Oued Messaoud ist ein Wadi in der westlichen algerischen Sahara, dessen Tal als Mündungsarm des Oued Saoura eine Verlängerung des aus dem Atlasgebirge am weitesten nach Süden in die Sahara vordringenden Flusssystems bildet. An seinem Unterlauf gibt es eine Kette von Oasen, die den Twat bilden. Das Tal liegt zur Gänze in der Provinz Adrar.

## Verlauf
Das Tal des Oued Messaoud nimmt seinen Ursprung nicht weit von der Südspitze des Westlichen Großen Erg am Unterlauf des Oued Saoura, nachdem dieser in einer Rechtskehre die Kette der Ougarta-Berge durchbrochen hat, die ihn vom Sebkha el Melah (294 m) trennen. Am südlichsten Punkt dieser Kehre zweigt bei Foum el Kheneg ein sandiges Trockental ab, das die ursprüngliche Fließrichtung des Oued Saoura vor der Kehre wieder aufnimmt. Dieser 320 Meter hoch gelegene Abzweig ist der Ausgangspunkt des Oued Messaoud. Sollte das Becken des derzeit abflusslosen Sebkha el Melah in früheren Zeiten einmal bis zu diesem Niveau mit Wasser gefüllt gewesen sein, so hätte er über den Oued Messaoud einen Abfluss gehabt. Sein Tal verläuft in ungefähr südsüdöstlicher Richtung entlang dem Südostrand des Erg er Raoui, gefolgt vom Ostrand des Erg el Krebs und dem Nordostrand des Erg Chech.
Die knappe erste Hälfte des Tals, sozusagen der Oberlauf, führt durch unbesiedelte Dünenlandschaften und ist auch nicht unbedingt als Oued Messaoud bekannt. Vielmehr könnte zumindest in der Nähe der Abzweigung noch die Benennung als Oued Saoura Verwendung finden. Der Unterlauf verbindet der Reihe nach die dort liegenden Oasenstädte des Twat, beginnend mit Adrar und endend bei Reggane.
Die Dünenlandschaften des Erg Chech im Westen und die Ebene des Tidikelt im Osten lassen Platz für eine Senke mit einer Höhe von 140 Meter über dem Meer. Hier, drei Kilometer südlich der Oase Timadanine, endet das Tal, das am Ende teilweise nur unter Sandverwehungen weiterverfolgt werden kann. Unter Einbeziehung des Oued Guir und des Oued Saoura addieren sich die Tallängen bis in diese Senke auf ca. 1048 km. Wasser könnte von hier aus nur unter Seenbildung einen Überlauf finden, nach Osten in den etwas tiefer liegenden und viel größeren Sebkha Mekerrhane.
Auf ganzer Länge begleitet die Nationalstraße 6 den Oued Messaoud im Osten und verbindet die hier liegenden Oasenstädte.

## Flussgeschichte
Es gibt Theorien, nach denen der Saoura über die Verlängerung des Messaoud einst zur Grünen Saharazeit in den Paläo-See Ahnet-Mouyder mündte.